# 岩崎八男
岩崎 八男（いわさき はちお、1933年5月7日  - 2021年10月17日）は通産官僚。中小企業庁長官や、新エネルギー・産業技術総合開発機構理事長を歴任した。2007年に旭日重光章。

## 来歴・人物
熊本県天草市生まれ。熊本県立天草高等学校を経て、1957年に一橋大学経済学部卒業。都留重人ゼミナール出身。ゼミの同期に、仲澤泰彦（元日本電気常務）、近藤久也（元フジテレビディレクター）、関根友彦（元ヨーク大学教授）、加野忠（元ソロモン・ブラザーズ銀行日本代表）などがいる。
大学卒業後は、都留教授の経済安定本部時代の秘書官だった佐橋滋を紹介され、通商産業省に入省した。入省後、アジア経済研究所からオーストラリアに留学し、シドニー大学などで学んだ。
1962年の中小企業大学校設立に携わった後、中曽根康弘通産大臣の下で秘書官を務め、1982年に資源エネルギー庁石油部長、中曽根康弘首相秘書官、1985年には通商産業省基礎産業局長、1986年から1988年まで中小企業庁長官などを歴任した。
1989年の第15回参議院議員通常選挙に自由民主党公認で地元の熊本県選挙区から立候補するが落選。新エネルギー・産業技術総合開発機構副理事長に転じた。1995年に新エネルギー・産業技術総合開発機構理事長、1998年に財団法人中小企業総合研究機構会長、2004年に同顧問、2005年に三愛石油株式会社監査役、2006年に財団法人中小企業異業種交流財団会長などに就任している。
2008年現在、財団法人中小企業異業種交流財団特別顧問、東京天草郷年会会長。2011年に東京熊本県人会会長に就任。
2021年10月17日死去。叙従四位。

## 同期
通産省同期には以下のようの人物がいる。
- 児玉幸治（通産事務次官）
- 濱岡平一（資源エネルギー庁長官、日産自動車副会長）
- 村岡茂生（通産審議官）

## 著作

### 単著
- 『オーストラリアの経済(アジアを見る眼 ; 13)』アジア経済研究所, 1967年

### 論文
- 「工業高度化の意義」,大来佐武郎編著『日本経済の成長と構造 (応用経済学 ; 第3)』春秋社, 1961年
- 「産業組織構造の変化に対応する中小企業 (中小企業白書<特集>) / 対談 今井 賢一 ; 対談 岩崎 八男」（今井賢一と共著）通産ジャーナル 21(7) [1988.07]
- 「情報メディア・ミックス「ホップ・ステップ′87」誌上再構成--協力・日本テレビ / 対談 盛田 昭夫 ; 対談 岩崎 八男」月刊中小企業. 39(10) [1987.10]

- 「女優さんは,独立自営業 (中小企業白書<特集>) / 対談 真野 あずさ ; 対談 岩崎 八男」（真野あずさと共著）通産ジャーナル. 20(7) [1987.07]
- 「明日を語る--21世紀に向けて,いま求められる発想は何か / 対談 佐治 敬三 ; 対談 岩崎 八男」（佐治敬三と共著）通産ジャーナル. 20(5) [1987.05]
- 「バイオテクノロジーって何ですか? (バイオテクノロジー<特集>) / インタビュー 岩崎 八男 ; インタビュー 太地 喜和子」（太地喜和子と共著）通産ジャーナル19(5) [1986.05]
- 「日本学構築をめざして(心を語る) / 対談 梅原 猛 ; 対談 岩崎 八男」（梅原猛と共著）通産ジャーナル. 18(11) [1985.11]
- 「日米鉄鋼産業比較 (基礎産業の将来を考える<特集>)」通産ジャーナル10(12) [1978.03]
- 「石油需給の展望とエネルギー政策--両立しなくなった長期的政策と短期需給(景気教室)」日本経済研究センター会報(通号 422) [1982.08.15]
- 「工業用水政策の歴史的展望 (工業用水法制定二十年記念特集)」工業用水(通号 216) [1976.09]

他多数。